# Beau soir (album)
Beau soir is een album van Janine Jansen en Itamar Golan. Het album, dat uitsluitend klassieke muziek bevat is in mei 2010 opgenomen in Berlijn, in de Teldex Studio. De compact disc met bonus dvd werd in Nederland op 24 september 2010 uitgebracht door Decca Records, terwijl Janine Jansen zich had teruggetrokken uit het openbare muziekleven (lees concerten) vanwege een burn-out. Op 7 oktober gaat vervolgens de film Janine, een documentaire in première en op 15 oktober volgde de internationale uitgave van het album. Als voortzetting van haar opnamen van het vioolconcert van Ludwig van Beethoven en eenzelfde werk van Benjamin Britten koos Janine Jansen voor Beau soir (mooie avond) werken van Franse componisten.
Vanaf 31 oktober 2010 zijn Jansen en Itamar te bewonderen op diverse concertpodia in Europa met delen uit onderstaande opnamen.

## Musici
- Janine Jansen: viool
- Itamar Golan: piano

## Muziek
| Nr. | Titel                                                                    | Duur  |
| --- | ------------------------------------------------------------------------ | ----- |
| 1.  | Claude Debussy: Sonate voor viool en piano                               | 14:00 |
| 4.  | Claude Debussy: Beau soir (bewerking van Jascha Haifetz)                 | 2:16  |
| 5.  | Claude Debussy: Clair de lune                                            | 4:22  |
| 6.  | Richard Dubugnon: La minute exquise                                      | 3:15  |
| 7.  | Lili Boulanger: Nocturne voor viool en piano                             | 3:18  |
| 8.  | Richard Dubugnon: Hypnos (een compositie opgedragen aan Janine)          | 4:50  |
| 9.  | Olivier Messiaen: Thema en variaties voor viool en piano                 | 13:34 |
| 10. | Gabriel Fauré: Après un rêve (opus 7 nr. 1)                              | 3:26  |
| 11. | Maurice Ravel: Sonate voor viool en piano                                | 18:00 |
| 14. | Richard Dubugnon: Retour à Monfort-l’Amaury                              | 5:57  |
| 15. | Maurice Ravel: Piece en forme de Habanera (bonus op Nederlandse uitgave) | 2:56  |

## Hitlijst
De kritieken waren opnieuw lovend en het album verscheen op 2 oktober in de Album top 100 op nummer 3, achterna gezeten door Welkom thuis van De Kast die binnen kwam op 5. Alleen Going Back van Phil Collins (met Motown-klassiekers) en Next to me van Ilse DeLange stonden haar in de weg. Haar vorige album met Beethoven/Britten stond 28 weken genoteerd met hoogste plaats 3.
In de tweede week werd de gehele Album Top 100 naar beneden opgeschoven door de introductie van de albums van Nick & Simon met Fier en Solomon Burke en De Dijk met Hold on Tight.

## Hitnotering

### NederlandseAlbum Top 100
| Hitnotering: 02-10-2010 t/m 22-01-2011 | Hitnotering: 02-10-2010 t/m 22-01-2011 | Hitnotering: 02-10-2010 t/m 22-01-2011 | Hitnotering: 02-10-2010 t/m 22-01-2011 | Hitnotering: 02-10-2010 t/m 22-01-2011 | Hitnotering: 02-10-2010 t/m 22-01-2011 | Hitnotering: 02-10-2010 t/m 22-01-2011 | Hitnotering: 02-10-2010 t/m 22-01-2011 | Hitnotering: 02-10-2010 t/m 22-01-2011 | Hitnotering: 02-10-2010 t/m 22-01-2011 | Hitnotering: 02-10-2010 t/m 22-01-2011 | Hitnotering: 02-10-2010 t/m 22-01-2011 | Hitnotering: 02-10-2010 t/m 22-01-2011 | Hitnotering: 02-10-2010 t/m 22-01-2011 | Hitnotering: 02-10-2010 t/m 22-01-2011 | Hitnotering: 02-10-2010 t/m 22-01-2011 | Hitnotering: 02-10-2010 t/m 22-01-2011 | Hitnotering: 02-10-2010 t/m 22-01-2011 | Hitnotering: 02-10-2010 t/m 22-01-2011 |
| Week:                                  | 1                                      | 2                                      | 3                                      | 4                                      | 5                                      | 6                                      | 7                                      | 8                                      | 9                                      | 10                                     | 11                                     | 12                                     | 13                                     | 14                                     | 15                                     | 16                                     | 17                                     |                                        |
| -------------------------------------- | -------------------------------------- | -------------------------------------- | -------------------------------------- | -------------------------------------- | -------------------------------------- | -------------------------------------- | -------------------------------------- | -------------------------------------- | -------------------------------------- | -------------------------------------- | -------------------------------------- | -------------------------------------- | -------------------------------------- | -------------------------------------- | -------------------------------------- | -------------------------------------- | -------------------------------------- | -------------------------------------- |
| Positie:                               | 3                                      | 6                                      | 13                                     | 17                                     | 22                                     | 20                                     | 28                                     | 50                                     | 58                                     | 48                                     | 58                                     | 65                                     | 59                                     | 63                                     | 85                                     | 77                                     | 86                                     | uit                                    |